# 교토부립 식물원

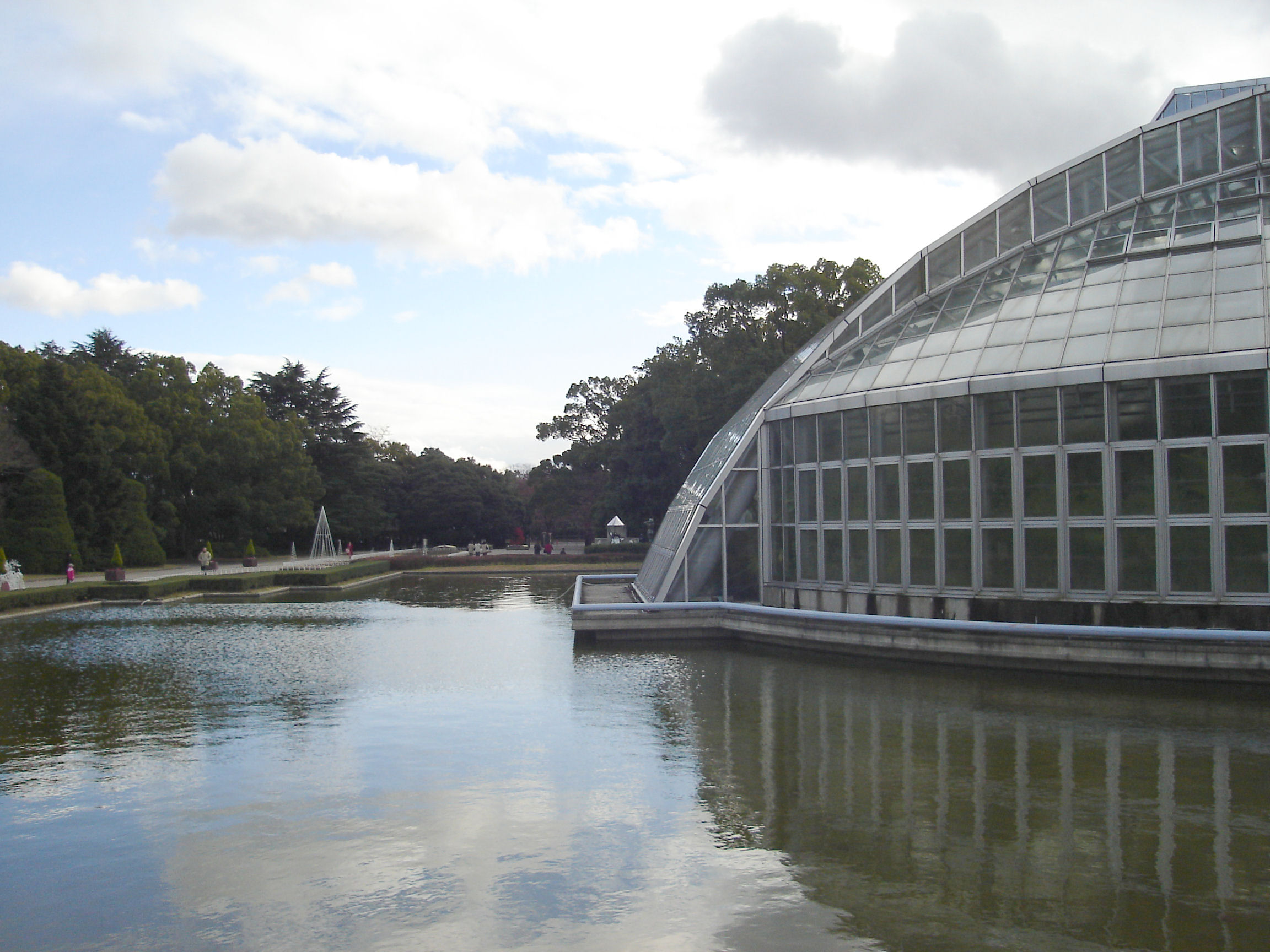
교토 부립 식물원

교토 부립 식물원(일본어: 京都府立植物園)은 일본 교토시 사쿄구에 있는 식물원이다. 일본 최초의 공립 식물원으로 1924년 1월 1일에 개원했다. 원내에는 약 12000 종류, 약 12만 그루의 식물이 심어져 있다.